# Edmund Gosse

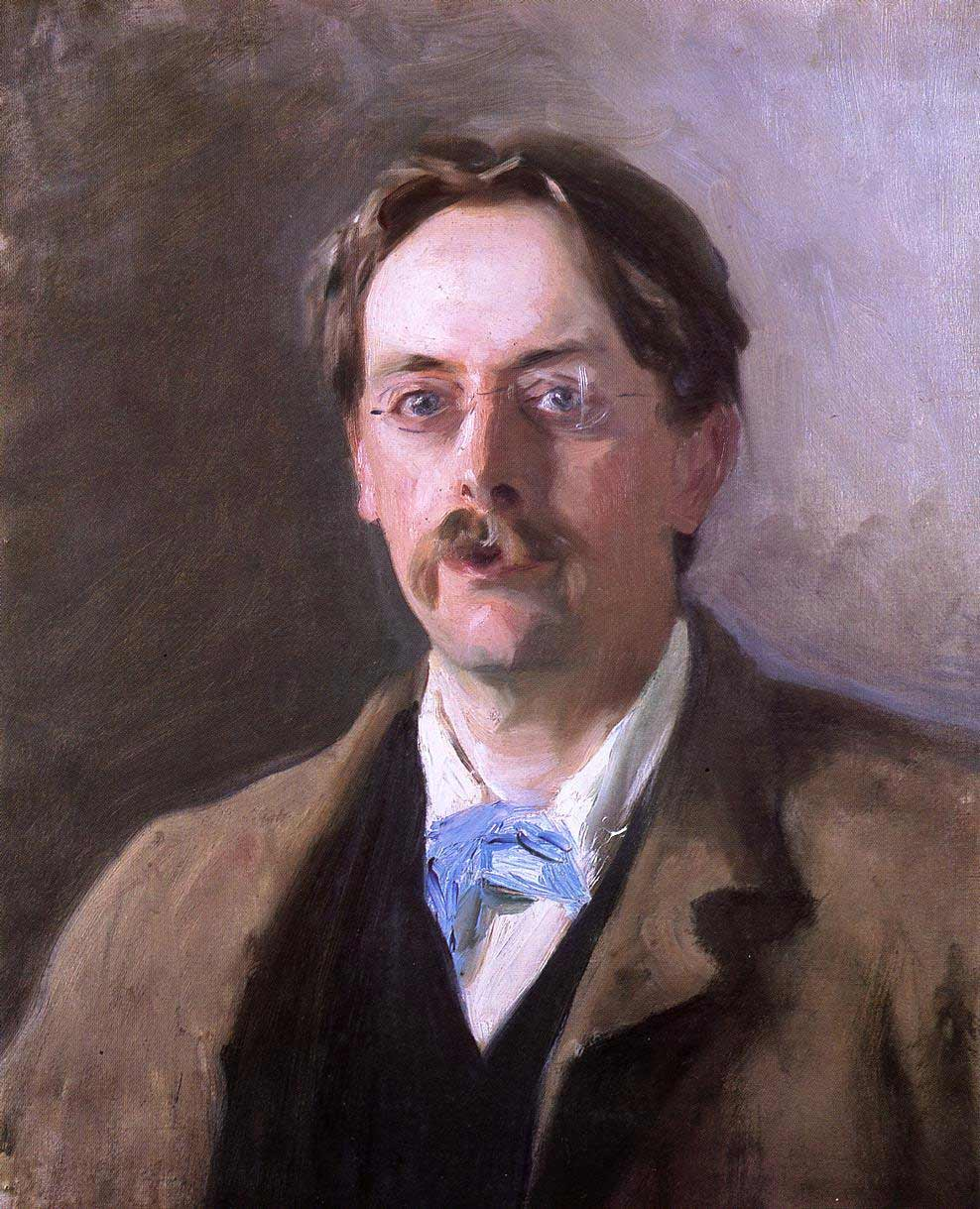
Edmund Gosse ritratto da John Singer Sargent nel 1886.

Sir Edmund William Gosse (21 settembre 1849 – 16 maggio 1928) è stato un poeta e critico letterario britannico.

## Biografia
Edmund Gosse nacque nel 1849, figlio del naturalista Philip Henry Gosse e di Emily Bowes, una famosa scrittrice che morì quando Edmund Gosse aveva 7 anni; suo padre in seguito si risposò nel 1860. In seguito Edmund incontrò Oscar Wilde che dopo avergli chiesto, al primo incontro, se l'avesse deluso o meno lui affermò che i letterati non deludono mai al contrario delle opere.

## Opere

### Poesie
- Madrigals, Songs, and Sonnets (1870),
- On Viol and Flute (1873)
- King Erik (1876)
- New Poems (1879)
- Firdausi in Exile (1885)
- In Russet and Silver (1894)
- Collected Poems (1896)
- Hypolympia, or the Gods on the Island (1901)

### Critica letteraria
- English Odes (1881)
- Seventeenth Century Studies (1883)
- Life of William Congreve (1888)
- The Jacobean Poets (1894)
- Life and Letters of Dr John Donne, Dean of St Paul's (1899)
- Jeremy Taylor (1904, "English Men of Letters")
- Life of Sir Thomas Browne (1905)
- Life of Thomas Gray, whose works he edited (4 vols., 1884)
- A History of Eighteenth Century Literature (1889)
- History of Modern English Literature (1897)
- Volumi III e IV di Illustrated Record of English Literature (1903-1904)
- French Profiles (1905)

### Autobiografia
- Padre e figlio (Father and Son, 1907)